# Hydroptila insubrica
Hydroptila insubrica är en nattsländeart som beskrevs av Friedrich Ris 1903. Hydroptila insubrica ingår i släktet Hydroptila och familjen smånattsländor. Inga underarter finns listade i Catalogue of Life.